# Mont Burgess
Pour les articles homonymes, voir Burgess.
Le mont Burgess est un sommet des montagnes Rocheuses, en Colombie-Britannique, au Canada. Ses alentours sont connus pour être riches en fossiles du Cambrien, on y a découvert notamment, en 1909, le schiste de Burgess abritant de nombreuses espèces inconnues à l'époque.